# 高取芳宏
高取芳宏（たかとり　よしひろ）は、日本国及び米国ニューヨーク州の弁護士。長島・大野・常松法律事務所の特別顧問（Special Advisor）。英国仲裁人協会上級認定仲裁人（FCIArb.）。認定講師（A.F.L.）。国際仲裁総合研究所（JIIART）理事。東京大学法科大学院講師。

## 人物
国境のまたがる訴訟・仲裁等、国際的な紛争解決、コンプライアンス事案等を扱う。知的財産権関連訴訟、製造物責任紛争、独占禁止法関連訴訟、労働法関連事案、FCPA、英国賄賂防止法等の分野を幅広く扱う。ニュース番組における国際訴訟についてのコメント等多数。日経新聞等全国紙における国際的な法律問題についてのインタビュー等掲載記事も多い（参照：#主な掲載記事）。また、プライベートの音楽活動では、元カシオペアの向谷実、サンプラザ中野くん等のレコーディングに、トロンボーン演奏及びコーラスで参加している。

## 略歴
1992年　最高裁判所司法研修所司法修習終了、弁護士登録 

1998年　ハーバード・ロー・スクール （LL.M.）卒業 

1998年－1999年　ロサンゼルスのグラハム・アンド・ジェームス法律事務所にて勤務

1999年　米国ニューヨーク州弁護士登録

2000年　小中・外山・細谷法律事務所パートナー

2001年　太陽法律事務所・外国法共同事業（ポールヘイスティングス）パートナー

2005年　英国仲裁人協会（CIArb）日本支部共同支部長

2009年　日本商事仲裁協会（JCAA）仲裁人名簿搭載

2011年　オリック東京法律事務所・外国法共同事業パートナー

2011年　社団法人日本仲裁人協会理事

2014年　公益法人日本仲裁人協会常務理事

2015年　英国仲裁人協会上級仲裁人（FCIArb.）

2019年　フィナンシャル・タイムズにより、アジア太平洋地域のトップ１０弁護士の一人に選出

2020年－2024年　霞ケ関国際法律事務所・国際仲裁Chambersパートナー

2020年　国際仲裁総合研究所（JIIART）理事

2020年－2021年　国際ウェイトリフティング連盟倫理委員会／ガバナンスリフォーム委員会

2024年9月　長島・大野・常松法律事務所　特別顧問

## 主な著書

### 自著
- 「サイバーセキュリティ対応を含む弁護士依頼者間秘匿特権（Attorney Client Privilege）の落とし穴と、対処ノウハウ」（2024年6月）NBL商事法務[17]
- 「仲裁法改正及びシンガポール条約への加盟に伴う法整備と実務対応―国際仲裁人・調停人の視点から」（2024年2月）法律のひろば　株式会社ぎょうせい[18]
- 「国際仲裁・調停の活性化に向けた法改正と対応ポイント」（2023年9月）会社法務A2Z　第一法規[19]
- 「仲裁人トレーニングと認証 - 仲裁人及び仲裁実務家の人材拡充策の内容と実施状況について -」（2023年9月）JCAジャーナル[20]
- 「解決までのプロセスを追う　外国企業との紛争に備えるための3ステップ」（2022年1月号）ビジネス法務　中央経済社[21]
- 「国際仲裁・調停へのオンライン活用のケーススタディと実務上の留意点について」「仲裁とADR 第16号」実務の潮流　（2021年6月）仲裁ADR法学会　商事法務[22]
- 「国際仲裁と国際調停の連携 – “Arb.-Med.-Arb.”」（NBL No. 1193　2021年5月）[23]
- 「仲裁・調停手続機関におけるオンライン紛争解決手続と戦略的利用の視点」（2021年2月）ビジネス法務　中央経済社[24]
- 「訴訟・コンプライアンスのためのサイバーセキュリティー戦略」（2015年4月）NTT出版[25]
- 「営業秘密漏えいの訴訟戦略」（2015年3月）ビジネス法務[26]
- 「訴訟弁護士の目から見た国際契約書のトラブルポイント」（2014年3月）ビジネス法務[27]
- 「クロスボーダー偽造・模造品対策と,外国法適用による損害賠償認定事例の戦略的意義 : 東京地裁平成23年3月25日判決の考察等」（2013年4月）知財管理／日本知的財産協会会誌広報委員会[28]
- 『企業間紛争解決の鉄則２０ : 国際弁護士を使ったコスト節約のノウハウ 』（2012年9月）中央経済社[29]等
- 「Japan’s New Bid to Compete in Arbitration - Opening Up」 （2018年5月）Asian Business Law Journal

### 共著
- 「最新クロスボーダー紛争実務戦略」（2016年）レクシス・ネクシス[30]
- 「ブレグジット後のヨーロッパにおける訴訟と仲裁」（2018年12月 JCAジャーナル No.738）
- 「New Trends in International ADR in Japan」（Financier Worldwide Magazine、2018年11月）
- 「ジョイントベンチャーの米国反トラスト法上の取扱い」（2018年10月 JCAジャーナル No.736）
- 「国際模擬仲裁・調停の意義と活用（上）（下）―　法務省および英国仲裁人協会との共同開催イベントについて」（NBL　No. No.1129及び1131、2018年9月及び2018年10月）
- 「米国独占禁止法の域外適用における最近の進展」（2015年3月）JCAジャーナル No.693[31]
- 「コンプライアンス―正しい答えはないが正しいプロセスはある FCPA,UKBA,内部通報のリスクと日常的・戦略的対策」（2014年10月）日外協[32]
- 「米国特許権の消尽及び米国において事業を行う日本企業への影響」（2013年11月）JCAジャーナル No.677[33]
- 「米国において想定されるアスベスト関連訴訟への実践的対応策」（2013年9月）JCAジャーナル No.675[34]
- 「国際紛争(米国海外腐敗行為防止法、英国賄賂防止法) グローバルビジネスに潜む危険 重要なのはプロセスと証拠」（2013年8月）エコノミスト／毎日新聞社[35]
- 「クロスボーダー・リスク管理としての米国海外汚職行為防止法(FCPA)及び英国贈収賄防止法(UKBA)等への具体的対応策」（2013年3月）The Lawyers[36]
- 「国際仲裁の迅速化と費用節約の方策」（2013年3月）JCAジャーナル No.669[37]
- 「欧州における競争法違反に対する損害賠償請求訴訟の実務」（2013年3月）国際商事法務 No.609[38]
- 「災害時における保険金請求の実務」（2013年1月）JCAジャーナル No.667[39]等

## 主な講演
- 「オンライン紛争解決のケーススタディ ー仲裁、調停、裁判、契約交渉をウェブで行う具体例とノウハウー」（金融ファクシミリ新聞社　2020年10月）[40]
- 「SIAC North East Asia Academy (Virtual Edition) 」（Singapore International Arbitration Centre、2020年9月）[41]
- 「映像で迫る国際仲裁・調停の実際」（愛知弁護士会、日本仲裁人協会中部支部、2019年4月）
- 「国際調停の執行力に関するシンガポール条約及び日本の状況」（シンガポール法曹協会　2019年3月）
- 「国際ADRの活用ノウハウ」（上智大学、2019年2月）
- 「国際模擬ADRの実際と具体的なノウハウ」（公益社団法人日本仲裁人協会関西支部、法務省、大阪商工会議所及び大阪弁護士会共催、2018年12月）
- 「最新Intelligent AVから多要素認証、無線 LANセキュリティまで～コンプライアンスとしての法的サイバーセキュリティ」（WatchGuard Solutions Days TOKYO、2018年10月）
- 「国際仲裁・国際ADRの最新状況」（東京三弁護士会　国際セミナー、2018年10月）
- 「Trends of International ADR in Japan and Cross-Asia」（シンガポール, Law Society of Singapore, 2018年9月）
- 「Cybersecurity for International Arbitration and Mediation」（ICSID, 2018 Energy Charter Treaty Forum, パリ・世界銀行, 2018年9月）
- 「SIAC Academy Tokyo 2018」Early Dismissal Session（2018年9月）
- 「国際模擬仲裁・調停」（法務省・英国仲裁人協会・オリック共催、2018年5月）
- Preparing your Asian client for litigation in the U.S.（2016年10月）（アメリカ法曹協会東京大会）[42]
- 「国際調停の実務について」（2016年4月）（アメリカ法曹協会ニューヨーク大会）[43]
- 「ユーザーの視点から見た国際仲裁の実践的対応－模擬仲裁ビデオ・教材を使用した準備手続会の実践的解説を含めて－」（2016年2月）（JCAAセミナー大阪）[44]
- 「国際仲裁のリスク管理：アジアの当事者のための効果的なツール」（2015年11月）（SIAC東京会議）[45]
- 「国境を越えた情報管理・サイバーセキュリティー：訴訟・コンプライアンスのための戦略的対応策」  （2015年7月）（JCAAセミナー）[46]
- 「国境を越えたデータ・プロテクション問題」（2015年4月）（アメリカ法曹協会ワシントン大会）[43]
- 「Hot Topics in Arbitration:Transparency and Confidentiality: in search for the right」（2014年10月）（IBA, Tokyo Conference）[47]
- 「情報の管理と弁護士・依頼者間の秘匿特権（Attorney Client Privilege）の戦略的活用」（2013年11月）[48]
- 「ロシアと周辺諸国（トルコを含む）でのビジネスリスク・リーガルリスク 」クロール・アドバイザリー・ソリューションズ、一般財団法人海外投融資情報財団ジョイントセミナー（2013年2月）[49]
- 「グローバル企業におけるコンプライアンス対策―外国公務員に対する賄賂防止およびカルテル防止対策を中心に」（2012年12月）[50]
- 「訴訟弁護士に教わる交渉術・証拠の残し方の鉄則」（2012年10月）ビジネス・ロージャーナル・セミナー[51][52]等

## 主な過去の出演番組
テレビ
全国ネット
- Zip（日本テレビ）米国訴訟（スポーツ選手が元コーチから訴えられた事案）の解説　2019年3月
- Zip (日本テレビ)　司法取引についてのコメント　2018年11月
- NEWS ZERO（櫻井翔　イチメン！　のコーナー）：司法取引について日米の比較[53]
- おはよう日本（NHK）：訴訟の人工知能の活用について解説[54]
- ZIP!（日本テレビ）：米国のSorry Lawsについて解説[5]。また、グーグルがアメリカの大手携帯端末メーカー「モトローラ・モビリティ」を買収した件に伴い、スマートフォンの特許をめぐる知的財産訴訟の状況について解説[6]。
- NEWS ZERO（日本テレビ）[55]
- news every.（日本テレビ）[55]
- スッキリ!!（日本テレビ）：FBIと米アップルとのスマートフォンのセキュリティー機能解除の支援問題について解説。サイバー・セキュリティ／サイバー・テロ対策に関する日本法及びUAEサイバー法の比較について解説。[55]
- Oha! 4 NEWS LIVE（日本テレビ）[55]
- ズームイン!!SUPER（日本テレビ）[55]
- 情報ライブ ミヤネ屋（日本テレビ）[55]
- NNN Newsリアルタイム（日本テレビ）[55]
- ワールドビジネスサテライト（テレビ東京）：諸外国での偽造・模造品問題についてコメント[56]。
- ノンストップ!（フジテレビ）：米国の集団訴訟と懲罰的賠償の解説[57]。

## 主な掲載記事
- 日経新聞　（FT弁護士表彰　アジアパシフィックにおけるトップ１０弁護士）（2019年6月）
- Financial Times (Innovative Lawyers in Asia Pacific) (2019年5月)[14]
- 日経新聞インタビュー　（法トーク　国際調停について）（2019年2月）
- 日経新聞　（サード・パーティー・ファンディングについてコメント）（2019年1月）
- 日経新聞（企業へのサイバー攻撃についてのコメント）（2016年10月）
- 日経新聞インタビュー（ＦＣＰＡ，ＵＫＢＡ等のコンプライアンス問題、東南アジアにおける投資紛争、営業秘密問題等）（2015年8月）[58]
- 日経産業新聞（国際仲裁のプロセス）（2014年5月）
- エコノミスト・インタビュー（ＦＣＰＡ，ＵＫＢＡ等コンプライアンス問題）（2013年8月）[59]
- 日経新聞（国境またぐ知的財産訴訟の準拠法についてコメント）（2010年10月）
- 産経新聞（海外ドラマ「ザ・プラクティス」についてのコメント）（2010年9月）[60]
- 朝日新聞（偽造問題・知的財産関係判決についてのコメント）（2008年10月）